# 關口英司
關口英司（日语：関口 英司，1970年10月25日—），日本男性配音員。出身於神奈川縣。身高167cm。A型血。
1991年畢業於東京廣播學院，其後進入江崎Production附屬養成所，1993年正式所屬Mausu Promotion（2000年從江崎Production改名）。

## 演出作品

### 電視動畫
1992年
- 幽☆遊☆白書（澤村〈第2代〉、混混）

1994年
- 重獲新生的機器人（日语：おまかせスクラッパーズ）
- 幽☆遊☆白書（刃霧要）

1995年
- 快打旋風II V（輝）
- VR快打（部下、黑道裝人士A、忍者、客人A）
- 爆走獵人（用心棒A、黒服、執事）

1996年
- 天才寶貝（男孩）
- 機械女神J（電腦）
- YAT安心！宇宙旅行（日语：YAT安心!宇宙旅行）（作業員）

1997年
- 烙印勇士（男子B、隊員2、隊員A、塔卡的團兵3、團員1、團員3、團員4 等）
- VIRUS（日语：VIRUS）（警察A、警察無線、男子、彈道導彈、EXVG）
- HARELUYA II BØY（黨羽壹、殺手壹、警官、隊長 等）

1999年
- 地球防衛企業（機師）

2000年
- 時空母艦2000 怪盗閃亮超人（日语：タイムボカン2000 怪盗きらめきマン）（沙特[5]、鄔斯團長、長得像沙特的男子、警官A）

2002年
- 攻殻機動隊 STAND ALONE COMPLEX（刑事、整備員、秘書官）
- 浮游泉大冒險（加巴[6]、米拉[6]）

2004年
- 攻殻機動隊 S.A.C. 2nd GIG（鑑識人員）

2005年
- 高機動交響曲GPO（黑野）

2006年
- 攻殼機動隊 STAND ALONE COMPLEX Solid State Society（赤服）

2007年
- 東京魔人學園劍風帖 龖（日语：東京魔人學園剣風帖）（如月翡翠）
- 東京魔人學園劍風帖 龖 第貳幕（如月翡翠）

2009年
- FAIRY TAIL（畢吉達·艾可、特洛伊、雷尤爾、塔羅斯、索爾、雷吉、瓦卡巴·米涅）

2015年
- 潮與虎（義龍與潔梅的父親〈彰鵬〉）

2016年
- Concrete Revolutio ～超人幻想～ THE LAST SONG（喬納森·莫雷爾）
- 超時空要塞Δ（勞瑞·馬蘭）
- HEYBOT！（日语：ヘボット!）

2018年
- 銀河英雄傳說 Die Neue These 邂逅（瓦伊茲）
- 我的英雄學院（警視廳長官）

### OVA
年分不詳
- 悲慘世界（羅蘭·戴·庫爾菲拉克）

1994年
- 非常偶像Key
- 我不是天使（男子A）

1995年
- 腐敗教師方程式（日语：腐った教師の方程式）
- 亂馬½ SUPER 破戀洞的詛咒！吾愛永存

1996年
- 冷面天使
- 銀河英雄傳說
- 宇宙戰艦山本洋子（採訪人士）
- 龍機傳承（士兵B、帝國兵C）
- 亂馬½ SUPER 兩個小茜「亂馬，看著我！」

1997年
- 櫻花大戰 櫻華絢爛（年輕觀衆）
- 美少女電腦戰隊（日语：電脳戦隊ヴギィ'ズ★エンジェル）（乘員B）
- Variable Geo（日语：ヴァリアブル・ジオ）（總理秘書、研究員A）

2011年
- FAIRY TAIL ～妖精學園不良仔與不良妹～（索爾）

### 電影動畫
1997年
- 幕末的謝謝（日语：幕末のスパシーボ）（瓦西里耶夫）

2002年
- WXIII 機動警察[7]
- 可愛巧虎島（多克斯）
- XEVIOUS（機師）

### 網路動畫
2017年
- Mausu動物園（德國牧羊犬的英司）

2020年
- Mausu動物園名作劇場（德國牧羊犬的英司）

### 遊戲
1994年
- 幽☆遊☆白書 特別篇（刃霧要）
- 幽☆遊☆白書 3DO（刃霧要）

1998年
- 東京魔人學園劍風帖（雨紋雷人、如月翡翠、黑崎隼人）

1999年
- 快打旋風III 3rd STRIKE -未來之戰-（雷米）

2002年
- 侍（日语：侍 (ゲームソフト)）（知床總一郎）
- 東京魔人學園外法帖（日语：東京魔人學園外法帖）（九桐尚雲、十郎太、奈涸）
- 獸人格鬥X（日语：ブラッディロア）（方）

2004年
- 九龍妖魔學園紀（日语：九龍妖魔學園紀）（墨木砲介、JADE）
- 東京魔人學園外法帖血風錄（日语：東京魔人學園外法帖）（九桐尚雲、十郎太、奈涸）

2010年
- 東京鬼祓師 鴉乃杜學園奇譚

2012年
- FAIRY TAIL 瑟雷夫覺醒（特洛伊[8]）

2014年
- 魔都紅色幽撃隊（日语：魔都紅色幽撃隊）（小菅春吉[9]）

### CD
- 東京魔人學園傳奇（日语：東京魔人學園伝奇）系列
  - 廣播劇CD「東京魔人學園劍風帖 外傳 妖都鎮魂歌」第貳卷（如月翡翠）
  - 廣播劇CD「東京魔人學園 黃龍祭」（如月翡翠、黑崎隼人、雨紋雷人）
  - 廣播劇CD「東京魔人學園外法帖 妖鬼譚」第貳卷（九桐尚雲）
- 廣播劇CD 九龍妖魔學園紀（日语：九龍妖魔學園紀） Vol.1（墨木砲介）
- 廣播劇CD 出雲傳奇 音盤物語（日语：八雲立つ#ドラマCD）（不良）

### BLCD
- WEST END（客C）
- 1－4（倉木正之）
- 王子☆遊戲（日语：王子様☆ゲーム）（迅）
- 皇林學院系列 1－2（江田）
- 平八郎天下御免（應援團副團長）

### 外語配音

#### 電影
- 我們要活著回去（英语：Alive (1993 film)）（Alberto Antuna〈Jake Carpenter〉）※VHS版。
- 兇手就在隔壁（英语：Bad Day on the Block）
- 超越火戰士（英语：Deadly Heroes）
- 一路響叮噹 ※影碟版。
- 蟑螂總動員（英语：Joe's Apartment）
- 奪命總動員 ※影碟版。
- 銀線風暴（英语：Money Train） ※朝日電視台版。
- Rebellion／Rebel Heart（英语：Rebel Heart (film)）
- 都是愛情惹的禍（George〈Thayer McClanahan〉）※影碟版。
- 白雪公主：恐怖故事（英语：Snow White: A Tale of Terror）
- 快打旋風 (1994年電影) ※朝日電視台版。
- 忍者龜 (1990年電影) ※富士電視台版。

#### 電視影集
- 恐龍家族（英语：Dinosaurs (TV series)）

#### 動畫
- 長襪子皮皮 (1997年版)（船員）

## 外部連結
- Mausu Promotion公式官網的聲優簡介 （页面存档备份，存于） （日語）